# Minicoy
Maliku (em maldivo: މަލިކު malabar: മലിക്കു) mais conhecida como Minicoy é uma ilha com 9495 habitantes, situada no território das Laquedivas (Lakshadweep), na Índia. O estilo de vida e a cultura local são similares aos da sociedade das Maldivas, o arquipélago mais próximo, que ficam a sul, estando separadas pelo canal dos Oito Graus. 

## Geografia
Minicoy/Maliku é um atol com uma grande ilha habitada que se estende pelo lado leste e sudeste da lagoa, ao longo da franja do recife. Mede cerca de 10 km de norte a sul e tem uma largura máxima de 1 km na parte meridional, enquanto a metade norte é pouco mais que um estreito banco de areia que não chega aos 100 m de largura em alguns pontos. Minicoy está quase totalmente coberta de coqueiros. 